# 木原孝一
木原 孝一（きはらこういち、1922年2月13日－1979年9月7日）は、日本の詩人。
東京出身。本名・太田忠。東京府立実科工業学校（現・東京都立墨田工業高等学校）卒。北園克衛の詩誌『VOU(バウ)』に参加し、戦後は『荒地』に参加。詩学社の雑誌『詩学』の編集者も務める。音楽詩劇「御者バエトーン」で1965イタリア賞グランプリ。

## 著書
- 『戦争の中の建設』第一書房 1941
- 『星の肖像 散文詩集 1941-42』昭森社 1954
- 『100人の詩人』思潮社 1956
- 『木原孝一詩集 1946-1956』荒地出版社 1956
- 『木原孝一詩集ある時ある場所』飯塚書店 1958 現代詩集 1958
- 『木原孝一詩集』思潮社・現代詩文庫 1972
- 『人間の詩学 詩の発見と創造』飯塚書店 1974
- 『民族の詩学 詩の原点と展開』飯塚書店 1975
- 『現代の詩学 詩の主題と意味』飯塚書店 1976
- 『現代詩入門』飯塚書店 1977
- 『映画のなかの青春像』英潮社出版 1978
- 『現代詩創作講座』飯塚書店 1978
- 『愛の洋画劇場』英潮社出版 1980
- 『木原孝一全詩集』永田書房 1982
- 『血のいろの降る雪 木原孝一アンソロジー』未知谷 2017

## 編著
- 『Anthology抒情詩』編 飯塚書店 1959
- 『日本愛唱詩集』編 飯塚書店 1959